# Campionato mondiale maschile under 23 di pallavolo 2013
Il campionato mondiale maschile under 23 di pallavolo 2013 si è svolto dal 6 al 13 ottobre 2013 a Uberlândia, in Brasile: al torneo hanno partecipato dodici squadre nazionali under 23 e la vittoria finale è andata per la prima volta al Brasile.

## Impianti
|                                                                                          |  |  |
|                                                                                          |  |  |
| Ginásio Municipal Tancredo Neves Città: Uberlândia Capienza: 1988 Anno d'apertura: 8 000 |  |  |

## Regolamento

### Formula
Le squadre hanno disputato una prima fase a gironi con formula del girone all'italiana; al termine della prima fase:
- Le prime due classificate di ogni girone hanno acceduto alla fase finale per il primo posto strutturata in semifinali, finale per il terzo posto e finale.
- La seconda e la terza classificata di ogni girone hanno acceduto alla finale per il quinto posto strutturata in semifinali, finale per il settimo posto e finale per il quinto posto.

### Criteri di classifica
Se il risultato finale è stato di 3-0 o 3-1 sono stati assegnati 3 punti alla squadra vincente e 0 a quella sconfitta, se il risultato finale è stato di 3-2 sono stati assegnati 2 punti alla squadra vincente e 1 a quella sconfitta.
L'ordine del posizionamento in classifica è stato definito in base a:
- Punti;
- Numero di partite vinte;
- Ratio dei set vinti/persi;
- Ratio dei punti realizzati/subiti;
- Risultati degli scontri diretti.

## Squadre partecipanti
| Squadra         | Qualificazione                           | Ultima partecipazione |
| --------------- | ---------------------------------------- | --------------------- |
| Argentina       | 2ª alla Coppa panamericana Under-23 2013 | Debutto               |
| Australia       | ? nel ranking FIVB                       | Debutto               |
| Brasile         | Paese organizzatore                      | Debutto               |
| Bulgaria        | ? nel ranking FIVB Under-21/Under-19     | Debutto               |
| Egitto          | ? nel ranking FIVB                       | Debutto               |
| Iran            | ? nel ranking FIVB                       | Debutto               |
| Messico         | 5ª alla Coppa panamericana Under-23 2013 | Debutto               |
| Rep. Dominicana | 3ª alla Coppa panamericana Under-23 2013 | Debutto               |
| Russia          | ? nel ranking FIVB                       | Debutto               |
| Serbia          | ? nel ranking FIVB Under-21/Under-19     | Debutto               |
| Tunisia         | ? nel ranking FIVB                       | Debutto               |
| Venezuela       | Wild card                                | Debutto               |

## Torneo

### Fase a gironi
| Girone A        | Girone B  |
| --------------- | --------- |
| Argentina       | Australia |
| Brasile         | Iran      |
| Bulgaria        | Messico   |
| Egitto          | Russia    |
| Rep. Dominicana | Serbia    |
| Tunisia         | Venezuela |

#### Girone A

##### Risultati
| 6 ottobre 2013 Ginásio Tancredo Neves, Uberlândia Durata: 1h:45 - Spettatori: 250    | Argentina       | 3 - 2 | Tunisia         | 21-14, 21-18, 13-21, 19-21, 16-14 |
| 6 ottobre 2013 Ginásio Tancredo Neves, Uberlândia Durata: 0h:52 - Spettatori: 2 500  | Brasile         | 3 - 0 | Rep. Dominicana | 21-12, 21-6, 21-10                |
| 6 ottobre 2013 Ginásio Tancredo Neves, Uberlândia Durata: 1h:03 - Spettatori: 150    | Bulgaria        | 3 - 0 | Egitto          | 21-17, 21-17, 21-12               |
| 7 ottobre 2013 Ginásio Tancredo Neves, Uberlândia Durata: 0h:53 - Spettatori: 100    | Bulgaria        | 3 - 0 | Rep. Dominicana | 21-13, 21-11, 21-14               |
| 7 ottobre 2013 Ginásio Tancredo Neves, Uberlândia Durata: 2h:00 - Spettatori: 2 500  | Brasile         | 3 - 2 | Argentina       | 19-21, 16-21, 22-20, 21-17, 19-17 |
| 7 ottobre 2013 Ginásio Tancredo Neves, Uberlândia Durata: 1h:47 - Spettatori: 200    | Egitto          | 2 - 3 | Tunisia         | 19-21, 17-21, 21-18, 21-19, 7-15  |
| 8 ottobre 2013 Ginásio Tancredo Neves, Uberlândia Durata: 1h:08 - Spettatori: 100    | Tunisia         | 0 - 3 | Bulgaria        | 28-30, 18-21, 12-21               |
| 8 ottobre 2013 Ginásio Tancredo Neves, Uberlândia Durata: 0h:58 - Spettatori: 1 800  | Brasile         | 3 - 0 | Egitto          | 21-9, 21-15, 21-16                |
| 8 ottobre 2013 Ginásio Tancredo Neves, Uberlândia Durata: 1h:15 - Spettatori: 300    | Rep. Dominicana | 0 - 3 | Argentina       | 14-21, 25-27, 22-24               |
| 9 ottobre 2013 Ginásio Tancredo Neves, Uberlândia Durata: 0h:58 - Spettatori: 100    | Egitto          | 0 - 3 | Argentina       | 18-21, 10-21, 13-21               |
| 9 ottobre 2013 Ginásio Tancredo Neves, Uberlândia Durata: 1h:05 - Spettatori: 2 500  | Brasile         | 3 - 0 | Bulgaria        | 21-19, 21-14, 21-19               |
| 9 ottobre 2013 Ginásio Tancredo Neves, Uberlândia Durata: 0h:57 - Spettatori: 100    | Tunisia         | 3 - 0 | Rep. Dominicana | 21-12, 21-16, 21-15               |
| 11 ottobre 2013 Ginásio Tancredo Neves, Uberlândia Durata: 1h:24 - Spettatori: 400   | Argentina       | 1 - 3 | Bulgaria        | 16-21, 21-16, 14-21, 15-21        |
| 11 ottobre 2013 Ginásio Tancredo Neves, Uberlândia Durata: 0h:56 - Spettatori: 2 500 | Brasile         | 3 - 0 | Tunisia         | 21-18, 21-17, 21-11               |
| 11 ottobre 2013 Ginásio Tancredo Neves, Uberlândia Durata: 0h:57 - Spettatori: 180   | Rep. Dominicana | 0 - 3 | Egitto          | 13-21, 16-21, 14-21               |

##### Classifica
| Pos | Squadra         | Pt | G | V | P | SV | SP | Ratio | PF  | PS  | Ratio |
| --- | --------------- | -- | - | - | - | -- | -- | ----- | --- | --- | ----- |
| 1   | Brasile         | 14 | 5 | 5 | 0 | 15 | 2  | 7.500 | 349 | 262 | 1.332 |
| 2   | Bulgaria        | 12 | 5 | 4 | 1 | 12 | 4  | 3.000 | 329 | 271 | 1.214 |
| 3   | Argentina       | 9  | 5 | 3 | 2 | 12 | 8  | 1.500 | 387 | 366 | 1.057 |
| 4   | Tunisia         | 6  | 5 | 2 | 3 | 8  | 11 | 0.727 | 349 | 353 | 0.989 |
| 5   | Egitto          | 4  | 5 | 1 | 4 | 5  | 12 | 0.417 | 275 | 326 | 0.844 |
| 6   | Rep. Dominicana | 0  | 5 | 0 | 5 | 0  | 15 | 0.000 | 213 | 324 | 0.657 |

#### Girone B

##### Risultati
| 6 ottobre 2013 Ginásio Tancredo Neves, Uberlândia Durata: 1h:00 - Spettatori: 100  | Russia    | 3 - 0 | Messico   | 21-11, 21-14, 21-13        |
| 6 ottobre 2013 Ginásio Tancredo Neves, Uberlândia Durata: 1h:25 - Spettatori: 200  | Serbia    | 3 - 1 | Venezuela | 15-21, 21-18, 21-19, 21-14 |
| 6 ottobre 2013 Ginásio Tancredo Neves, Uberlândia Durata: 0h:58 - Spettatori: 150  | Australia | 0 - 3 | Iran      | 11-21, 15-21, 7-21         |
| 7 ottobre 2013 Ginásio Tancredo Neves, Uberlândia Durata: 0h:56 - Spettatori: 100  | Messico   | 0 - 3 | Iran      | 12-21, 10-21, 14-21        |
| 7 ottobre 2013 Ginásio Tancredo Neves, Uberlândia Durata: 1h:01 - Spettatori: 125  | Russia    | 3 - 0 | Venezuela | 21-16, 21-15, 22-20        |
| 7 ottobre 2013 Ginásio Tancredo Neves, Uberlândia Durata: 1h:04 - Spettatori: 100  | Serbia    | 3 - 0 | Australia | 21-18, 22-20, 21-14        |
| 8 ottobre 2013 Ginásio Tancredo Neves, Uberlândia Durata: 1h:30 - Spettatori: 100  | Russia    | 3 - 1 | Iran      | 22-20, 15-21, 21-17, 21-12 |
| 8 ottobre 2013 Ginásio Tancredo Neves, Uberlândia Durata: 1h:37 - Spettatori: 100  | Venezuela | 3 - 1 | Australia | 21-15, 21-13, 28-30, 21-19 |
| 8 ottobre 2013 Ginásio Tancredo Neves, Uberlândia Durata: 1h:00 - Spettatori: 100  | Messico   | 0 - 3 | Serbia    | 18-21, 14-21, 19-21        |
| 9 ottobre 2013 Ginásio Tancredo Neves, Uberlândia Durata: 1h:00 - Spettatori: 150  | Russia    | 3 - 0 | Australia | 21-16, 21-13, 21-18        |
| 9 ottobre 2013 Ginásio Tancredo Neves, Uberlândia Durata: 0h:55 - Spettatori: 100  | Iran      | 0 - 3 | Serbia    | 13-21, 13-21, 19-21        |
| 9 ottobre 2013 Ginásio Tancredo Neves, Uberlândia Durata: 1h:15 - Spettatori: 200  | Venezuela | 3 - 1 | Messico   | 21-17, 21-12, 16-21, 21-15 |
| 11 ottobre 2013 Ginásio Tancredo Neves, Uberlândia Durata: 1h:26 - Spettatori: 100 | Australia | 3 - 1 | Messico   | 21-18, 21-17, 18-21, 21-19 |
| 11 ottobre 2013 Ginásio Tancredo Neves, Uberlândia Durata: 0h:56 - Spettatori: 100 | Iran      | 3 - 0 | Venezuela | 21-13, 21-18, 21-17        |
| 11 ottobre 2013 Ginásio Tancredo Neves, Uberlândia Durata: 1h:01 - Spettatori: 200 | Russia    | 0 - 3 | Serbia    | 15-21, 16-21, 18-21        |

##### Classifica
| Pos | Squadra   | Pt | G | V | P | SV | SP | Ratio  | PF  | PS  | Ratio |
| --- | --------- | -- | - | - | - | -- | -- | ------ | --- | --- | ----- |
| 1   | Serbia    | 15 | 5 | 5 | 0 | 15 | 1  | 15.000 | 331 | 269 | 1.230 |
| 2   | Russia    | 12 | 5 | 4 | 1 | 12 | 4  | 3.000  | 318 | 269 | 1.182 |
| 3   | Iran      | 9  | 5 | 3 | 2 | 10 | 6  | 1.667  | 304 | 259 | 1.174 |
| 4   | Venezuela | 6  | 5 | 2 | 3 | 7  | 11 | 0.636  | 341 | 347 | 0.983 |
| 5   | Australia | 3  | 5 | 1 | 4 | 4  | 13 | 0.308  | 290 | 356 | 0.815 |
| 6   | Messico   | 0  | 5 | 0 | 5 | 2  | 15 | 0.133  | 265 | 349 | 0.759 |

### Fase finale

#### Finali 1º e 3º posto
|  | Semifinali | Semifinali | Semifinali |        |         | Finale 1º/2º posto | Finale 1º/2º posto | Finale 1º/2º posto |  |
|  |            |            |            |        |         |                    |                    |                    |  |
|  | Brasile    | Brasile    | 3          |        |         |                    |                    |                    |  |
|  | Brasile    | Brasile    | 3          |        |         |                    |                    |                    |  |
|  | Russia     | Russia     | 0          |        |         |                    |                    |                    |  |
|  | Russia     | Russia     | 0          |        | Brasile | Brasile            | 3                  |                    |  |
|  |            |            |            |        | Brasile | Brasile            | 3                  |                    |  |
|  |            |            | Serbia     | Serbia | 2       |                    |                    |                    |  |
|  | Serbia     | Serbia     | Serbia     | Serbia | 2       | 3                  |                    |                    |  |
|  | Serbia     | Serbia     |            |        |         | 3                  |                    |                    |  |
|  | Bulgaria   | Bulgaria   | 0          |        |         | Finale 3º/4º posto | Finale 3º/4º posto | Finale 3º/4º posto |  |
|  | Bulgaria   | Bulgaria   | 0          |        |         |                    |                    |                    |  |
|  |            |            |            |        |         |                    |                    |                    |  |
|  |            |            |            |        |         | Russia             | Russia             | 3                  |  |
|  |            |            |            |        |         | Russia             | Russia             | 3                  |  |
|  |            |            |            |        |         | Bulgaria           | Bulgaria           | 1                  |  |

##### Semifinali
| 12 ottobre 2013 Ginásio Tancredo Neves, Uberlândia Durata: 1h:13 - Spettatori: 3 000 | Brasile | 3 - 0 | Russia   | 21-16, 22-20, 25-23 |
| 12 ottobre 2013 Ginásio Tancredo Neves, Uberlândia Durata: 0h:55 - Spettatori: 250   | Serbia  | 3 - 0 | Bulgaria | 21-13, 21-18, 21-10 |

##### Finale 3º posto
| 13 ottobre 2013 Ginásio Tancredo Neves, Uberlândia Durata: 1h:32 - Spettatori: 300 | Russia | 3 - 1 | Bulgaria | 22-24, 22-20, 27-25, 21-15 |

##### Finale
| 13 ottobre 2013 Ginásio Tancredo Neves, Uberlândia Durata: 1h:53 - Spettatori: 5 500 | Brasile | 3 - 2 | Serbia | 29-27, 15-21, 21-17, 19-21, 15-13 |

#### Finali 5º e 7º posto
|  | Semifinali | Semifinali | Semifinali |      |           | Finale 5º/6º posto | Finale 5º/6º posto | Finale 5º/6º posto |  |
|  |            |            |            |      |           |                    |                    |                    |  |
|  | Argentina  | Argentina  | 0          |      |           |                    |                    |                    |  |
|  | Argentina  | Argentina  | 0          |      |           |                    |                    |                    |  |
|  | Venezuela  | Venezuela  | 3          |      |           |                    |                    |                    |  |
|  | Venezuela  | Venezuela  | 3          |      | Venezuela | Venezuela          | 0                  |                    |  |
|  |            |            |            |      | Venezuela | Venezuela          | 0                  |                    |  |
|  |            |            | Iran       | Iran | 3         |                    |                    |                    |  |
|  | Iran       | Iran       | Iran       | Iran | 3         | 3                  |                    |                    |  |
|  | Iran       | Iran       |            |      |           | 3                  |                    |                    |  |
|  | Tunisia    | Tunisia    | 1          |      |           | Finale 7º/8º posto | Finale 7º/8º posto | Finale 7º/8º posto |  |
|  | Tunisia    | Tunisia    | 1          |      |           |                    |                    |                    |  |
|  |            |            |            |      |           |                    |                    |                    |  |
|  |            |            |            |      |           | Argentina          | Argentina          | 3                  |  |
|  |            |            |            |      |           | Argentina          | Argentina          | 3                  |  |
|  |            |            |            |      |           | Tunisia            | Tunisia            | 0                  |  |

##### Semifinali
| 12 ottobre 2013 Ginásio Tancredo Neves, Uberlândia Durata: 0h:58 - Spettatori: 100 | Argentina | 0 - 3 | Venezuela | 18-21, 14-21, 14-21        |
| 12 ottobre 2013 Ginásio Tancredo Neves, Uberlândia Durata: 1h:13 - Spettatori: 100 | Iran      | 3 - 1 | Tunisia   | 21-13, 21-18, 18-21, 21-17 |

##### Finale 7º posto
| 13 ottobre 2013 Ginásio Tancredo Neves, Uberlândia Durata: 0h:57 - Spettatori: 100 | Argentina | 3 - 0 | Tunisia | 21-19, 21-15, 21-15 |

##### Finale 5º posto
| 13 ottobre 2013 Ginásio Tancredo Neves, Uberlândia Durata: 1h:03 - Spettatori: 100 | Venezuela | 0 - 3 | Iran | 14-21, 21-23, 17-21 |

## Podio

### Campione
Formazione: 1 Alan de Souza, 2 Fernando Kreling, 4 Otávio Pinto, 6 Lucas Lóh, 7 Thiago Veloso, 8 Ricardo Lucarelli, 11 Ary da Nóbrega, 12 Matheus Hoffmann, 13 Leandro dos Santos, 14 Rafael Araújo, 15 Ricardo do Rêgo, 19 Guilherme Kachel, CT: Roberley Leonaldo

### Secondo posto
Formazione: 1 Uroš Kovačević, 2 Mihajlo Stanković, 4 Boris Martinović, 6 Filip Stoilović, 8 Milorad Kapur, 9 Nikola Jovović, 10 Vuk Milutinović, 13 Dušan Petković, 14 Aleksandar Atanasijević , 16 Aleksa Brđović, 17 Lazar Koprivica, 18 Srećko Lisinac, CT: Igor Kolaković

### Terzo posto
Formazione: 1 Aleksandr Safonov, 2 Maksim Kulikov, 3 Dmitrij Kovalev, 5 Bogdan Glivenko, 6 Ivan Demakov, 8 Ivan Komarov, 9 Oleg Krikun, 10 Leonid Ščadilov, 12 Pavel Tajurskij, 16 Igor' Tisevič, 18 Aleksej Kabešov, 19 Egor Logunov, CT: Sergej Šljapnikov

## Classifica finale
| Pos | Squadra         |
| --- | --------------- |
|     | Brasile         |
|     | Serbia          |
|     | Russia          |
| 4   | Bulgaria        |
| 5   | Iran            |
| 6   | Venezuela       |
| 7   | Argentina       |
| 8   | Tunisia         |
| 9   | Egitto          |
| 10  | Australia       |
| 11  | Messico         |
| 12  | Rep. Dominicana |

## Premi individuali
| Premio                 | Nome                    | Squadra  |
| ---------------------- | ----------------------- | -------- |
| MVP                    | Ricardo Lucarelli       | Brasile  |
| Miglior palleggiatrice | Dmitrij Kovalev         | Russia   |
| Miglior opposto        | Aleksandar Atanasijević | Serbia   |
| Miglior schiacciatrice | Uroš Kovačević          | Serbia   |
| Miglior schiacciatrice | Filip Stoilović         | Serbia   |
| Miglior centrale       | Ventsislav Ragin        | Bulgaria |
| Miglior centrale       | Matheus Hoffmann        | Brasile  |
| Miglior libero         | Guilherme Kachel        | Brasile  |